# На собрании
«На собрании» (укр. «На зборах») — картина украинского советского художника Сергея Григорьева, созданная в 1947 году. Находится в коллекции Харьковского художественного музея. Картина изображает детей, присутствующих на собрании, куда пришли их родители.

## История создания и судьба картины
Весной 1946 года Сергей Григорьев демобилизовался из действующей армии и вернулся к профессии художника. В это время он активно занимался преподавательской работой, он — доцент кафедры рисунка Киевского художественного института. К 1947 году Григорьев чувствовал необходимость смены темы своих картин, портретный жанр и изображение спортивных состязаний перестали его удовлетворять. Внимание его привлекли дети. Он создал несколько вариантов композиции «В детской музыкальной школе во время войны», однако они так и остались в акварели. В основе сюжета картины «На собрании» лежит реальный факт биографии художника. 23 февраля 1947 года он присутствовал в актовом зале Киевского художественного института на праздновании Дня Советской армии. На заседании присутствовали студенты, педагоги, натурщики и обслуживающий персонал, некоторые пришли с детьми. Искусствовед Инга (Галина) Карклинь отмечает в книге о творчестве художника, что детские мероприятия в послевоенное время были редкостью, поэтому дети довольствовались кинофильмами и концертами студенческих самодеятельных кружков, которые проходили после окончания торжественных заседаний. Художник на заседании зарисовывал сценку — дети присутствуют на собрании. Сам Григорьев позже говорил об этой зарисовке: «Тут я понял, что напал на золотую жилу». Он не ограничился наброском, а создал большую картину, которая получила название «На собрании». Эта картина, по мнению московского искусствоведа 50-х годов А. М. Членова, оказалась для Григорьева поворотной. Собрание — тема, которую советские художники изображали многократно. Новизна картины Григорьева была в том, что он посмотрел на эту тему с другой стороны, увидел будничную и вместе с этим обаятельную сценку. Она была подмечена как бы случайным, но внимательным взглядом художника. Сам Григорьев позже говорил, что именно с этим полотном он связывает своё осознание огромных выразительных возможностей жанровой живописи.
Техника исполнения картины — масляная живопись по холсту. Размер — 240 на 140 сантиметров.
Картина была представлена широкому зрителю на Всесоюзной выставке молодых художников, посвящённой 30-летию ВЛКСМ вместе с двумя другими полотнами Сергея Григорьева «Портрет Маршала Советского Союза И. С. Конева» и «Юные натуралисты» в 1948 году, а также (вместе с портретами И. С. Конева, стахановки П. Н. Ангелиной и архитектора Г. Н. Логвина) на выставке в Киеве, посвящённой 30-летию образования Украинской ССР. Картина была также показана на Всесоюзной художественной выставке, где она привлекла внимание как зрителей, так и художественных критиков. Полотно было приобретено Музеем украинского искусства, ныне это — Харьковский художественный музей. С того времени картина входит в коллекцию музея.
Картина неоднократно представляла творчество художника на выставках. Так она стала центром внимания на выставке в Национальном художественном музее Украины в Киеве, состоявшейся в 2010 году и приуроченной к 100-летию со дня рождения Сергея Григорьева.

## Сергей Григорьев о своей картине
Сам художник неоднократно возвращался к картине в своих статьях и воспоминаниях. С удовлетворением он отмечал, что на картине у каждого персонажа своя, чётко обозначенная роль в общей композиции («Дублёры не предусмотрены!», — иронизировал он). Сергей Григорьев писал:

«Вначале писал картину как групповой портрет, сохраняя сходство с позировавшими мне моделями, а затем увлёкся жанровыми подробностями, особенно в изображении детей, которые выделялись из общей, довольно монотонной массы…»— Г. Н. Карклинь. Сергей Алексеевич Григорьев
Григорьев считал эту картину «прелюдией» к своим более поздним картинам, где важное место занимает разработка мизансцен и «конфликтных» ситуаций. Карклинь отмечает, что композиционное решение и сюжет в этой картине Григорьев считал настолько удачными, что неоднократно возвращался к ним позже, в частности она отмечает близость картины «На собрании» к более позднему полотну Сергея Григорьева «Родительское собрание» (1960).

## Сюжет картины
Доктор искусствоведения, историк украинского искусства конца XIX—XX веков В. А. Афанасьев отмечает, что чаще всего художников тянуло к «лобовому решению» подобного сюжета, когда собрание изображалось как факт или как торжественная церемония. Григорьев, по его мнению, попробовал посмотреть на собрание не только как на характерное явление жизни советского общества 40-х годов, но и как на событие, к которому по-разному можно относиться. Каждый персонаж — в соответствии со степенью своей заинтересованности в рассматриваемом вопросе, индивидуальностью.
Место действия — клуб или дворец культуры в некоем советском городе. Зритель видит край стола президиума собрания, на котором стоит графин, стакан, отложенные в сторону журналы (Афанасьев предположил, что перед началом заседания их просматривали дети). За столом на картине — первые ряды стульев. Многие из присутствующих на заседании одеты в пальто, женщины — в платках. В зале собрания не топлено. Действие происходит в первые послевоенные годы. Люди слушают докладчика, некоторые поглощены его выступлением, некоторые обдумывают собственные проблемы. Девушка в платке в третьем ряду ищет взглядом своего ухажёра, пожилой мужчина вслушивается в слова докладчика, перед ними устало откинулся на спинку стула юноша, ещё один персонаж положил голову на руки, изображён и фронтовик («порывистый и устремлённый вперед»), не успевший ещё демобилизоваться и зашедший пообщаться с друзьями в родной коллектив. А. М. Членов отмечает, что позы персонажей непринужденные, а социальные и возрастные типы умело выбраны автором. Старик и старуха изображены с выражением серьёзной сосредоточенности на лицах, присутствует и человек с восточными чертами лица. Всех персонажей объединяет выступление невидимого на картине докладчика.
В первом ряду — дети, пришедшие с родителями на собрание, по предположению А. М. Членова, в расчёте на концерт после окончания собрания. Григорьев подметил характерные черты быта послевоенного времени: дети присутствуют на собрании взрослых, им отведены первые места. Детские персонажи написаны с юмором и с сердечным теплом. Они скучают (только две старших девочки хоть как-то понимают, о чём идет речь на заседании), заняты кто чем. Малыш в капоре положил руки на поручни, девочка заботливо обнимает любимую куклу, ещё одна девочка опирается щекой о кулачок, размышляя о своих проблемах, бочком сидит шустрый мальчик с игрушкой, зажатой в руке. Членов отмечает, что художнику удалось показать, что люди эти — одна семья.

## Критика и зрители о картине
Старый и к этому времени уже смертельно больной украинский советский художник Фёдор Кричевский в 1947 году с восторгом отозвался об этой картине. Профессор-искусствовед и советский жанровый живописец Григорий Шегаль писал о картине в 1949 году:

«Картина „На собрании“ написана как бы без всякой композиции. Кажется, что люди, изображенные в первом ряду, застигнуты художником врасплох, и вся сцена — непосредственная, живая зарисовка с натуры. Но натуру художник запечатлел в мягкой и точной реалистической манере. Он дал тонкие и глубокие характеристики персонажам своей картины»— Григорий Шегаль. Юность художника
Искусствовед Т. Г. Гурьева в книге о творчестве художника, изданной в 1957 году, отмечает, что сюжет картины нечёток, лишён развития во времени, нет ясной завязки действия. Художник сознательно создаёт ощущение фрагментарности изображения на картине. Яркость индивидуальных характеристик, по её мнению, компенсирует «неразвитость сюжетного действия». Гурьева отмечает: значение этой картины в творчестве Григорьева определяется тем, что в процессе работы над ней он понял, «какие богатые возможности открывает художнику введение в жанровое полотно образов детей». При этом изображение детей у него далеко от сентиментальности, Григорьев «никогда не „сюсюкает“», показывает их серьёзно, с пониманием их игр, манеры вести себя, характеров и повадок.
Афанасьев отмечает, что взрослые на картине — только достоверный фон, на котором, по замыслу художника, ярче вырисовывается группа детей. Художник делает акцент на том, что они по-иному ведут себя, чем взрослые. Они ничего не понимают в речи докладчика, но обстоятельства обязывают их к серьёзности. В изображении детей, по мнению Афанасьева, художник проявил наблюдательность и чувство такта. Он не впадает в сентиментальность, а рассказывает о них с «чувством непосредственной заинтересованности и строгой ответственности». Григорьев изображает детей спокойно, сдержанно и с ощущением важности происходящего.
Афанасьев особо отмечал удачно созданную художником композицию полотна. Группа, попадающая в поле зрения, воспринимается как часть единого целого. Этого ощущения фрагментарности художник, с точки зрения Афанасьева, добивался сознательно, используя характер размещения персонажей, ритм, который пронизывает композицию, сюжет не замыкается рамой, а имеет продолжение и за её пределами. Имея в поле зрения детей, зритель может соотнести их с фоновыми изображениями взрослых.
Афанасьев отмечал, что картина свидетельствует: художник на верном пути к жанровой картине, но ему не хватает зрелого мастерства в бытовом жанре. Григорьев в полотне достиг впечатления жизненной убедительности многофигурной сцены, передал тонко подмеченные особенности поведения детей в сравнении со взрослыми, убедительно изобразил индивидуальные характеристики персонажей. Вместе с тем, по мнению Афанасьева, «захватывающего, целеустремленного рассказа из жизни и быта советских людей пока ещё не получилось».